# Cifelliodon
Cifelliodon is een geslacht van uitgestorven zoogdieren uit de Haramiyida. De typesoort is Cifelliodon wahkermoosuch. Dit dier leefde tijdens het Vroeg-Krijt  in Noord-Amerika.

## Fossiele vondst
Cifelliodon werd beschreven aan de hand van een goed bewaarde schedel uit het Yellow Cat-lid van de Cedar Mountain-formatie in de Amerikaanse staat Utah. Deze afzettingen dateren van 139 tot 124 miljoen jaar geleden. De geslachtsnaam verwijst naar de paleontoloog Richard Cifelli. De soortnaam is een samenstelling van de Ute-woorden 'wahkar' (geel) en 'moosuch' (kat), verwijzend naar het Yellow Cat-lid als vindplaats. Op dezelfde locatie zijn ook fossielen gevonden van een iguanodont, een dromaeosauriër en krokodilachtige. Cifelliodon is de laatst bekende vertegenwoordiger van de Haramiyida.

## Kenmerken
Op basis van de schedel van 7,5 centimeter lang wordt het gewicht van Cifelliodon geschat op 0,91 tot 1,27 kilogram. Analyse van de schedelinhoud wijst op een goed ontwikkelde reuk. Op basis van het gebit kan vastgesteld worden dat Cifelliodon een herbivoor was.